# Museu Històric-Etnològic de La Font de la Figuera.
El Museu Històric-Etnològic de la Costera, també conegut com a Museu Històric Etnològic de la Font la Figuera, és una Col·lecció Museogràfica Etnològica i Històrica de caràcter permanent, que es troba localitzada a la població valenciana de la Font de la Figuera.

## Història i descripció
El museu es va inaugurar el 1999. I és una mostra de la història de la comarca de la Costera, sent el museu de titularitat de l'Ajuntament de la localitat.
El museu està ubicat dins de les instal·lacions restaurades (el 1996) d'uns antics cellers datats del segle XVIII, situats al carrer Molí 55 de la citada localitat, i conegudes com Les Masseretes. Aquest celler va pertànyer al celler Torres Tallada.
El museu permet conèixer l'elaboració del vi seguint el procés antic i de forma tradicional. És per això que la pròpia aprofitava el desnivell dels carrers de la localitat per fer possible la decantació natural de les restes del procés de fermentació. S'exhibeixen eines i màquines utilitzades en aquesta artesania, meticulosament disposades, de manera que transporten a un temps en què cada etapa de la vinificació era un art en si mateix.
També es pot visitar una recreació que inclou una antiga destil·leria en què es recorda que l'origen de la famosa Coca Cola es troba a la propera localitat d'Aielo de Malferit, i es pot veure una ampolla de Kola Coca, refresc a la recepta de la qual es va basar el fundador de la coneguda marca de refrescos.
A més, el museu té una secció dedicada a l'etnologia, és una exposició gràfica de la memòria històrica, les arrels, costums i tradicions de la població i la comarca de la Costera. S'hi poden conèixer tradicions i costums de la comarca , la forma de vida dels seus habitants, els seus vestits típics, els seus treballs tradicionals i les eines que hi utilitzaven, etc.
El museu compta, així, amb espais diferenciats, uns dedicats a la vinya i la producció del vi; altres són diverses recreacions, com: un petit celler de tipus semi-industrial, subterrània, amb les característiques gerres sepultades; un habitatge popular típic documentat des del segle XVI; una destil·leria de licors i aiguardents de principis del segle XX propietat de la família Maldonado-Ferri; un trull; una representació de la sembra; una zona per a exposicions itinerants; o un espai amb diversos gegants i capgrossos, que està dedicada a Vicente Tortosa i Biosca, pintor, poeta i artista faller de la Font de la Figuera.
El museu també compta amb espais destinats a exposicions de caràcter temporal, que aprofundeixen en diversos aspectes de la història i cultura de la Costera.
Dentre les seves exhibicions destaca la dedicada a l'Edat de Bronze a la zona de la Costera. S'hi exhibeixen objectes i artefactes, des de joies a objectes de culte, utilitzats per les antigues civilitzacions que van habitar la regió fa milers d'anys.
Altres exhibicions destacades són les dedicades a l'època romana, o a l'època medieval a la zona. Amb aquestes exhibicions el museu permet al visitant conèixer l'evolució de la societat i la cultura a la Costera, així com els canvis en la forma de vida de la població.
La visita inclou també la projecció d'audiovisuals sobre el treball a la vinya, l'elaboració del vi i la matança del porc.
El museu forma part de la Xarxa de Museu Etnològics Locals de la Diputació de València, coordinada pel Museu Valencià d'Enologia, L’ETNO.